# IC 2807
IC 2807 ist eine Spiralgalaxie vom Hubble-Typ S im Sternbild Löwe auf der Ekliptik. Sie ist schätzungsweise 634 Millionen Lichtjahre von der Milchstraße entfernt und hat einen Durchmesser von etwa 35.000 Lj.

Im selben Himmelsareal befinden sich u. a. die Galaxien NGC 3666, IC 2797, IC 2812, IC 2822.
Das Objekt wurde am 27. März 1906 vom deutschen Astronomen Max Wolf entdeckt.